# Victor Hugo (Métro Paris)

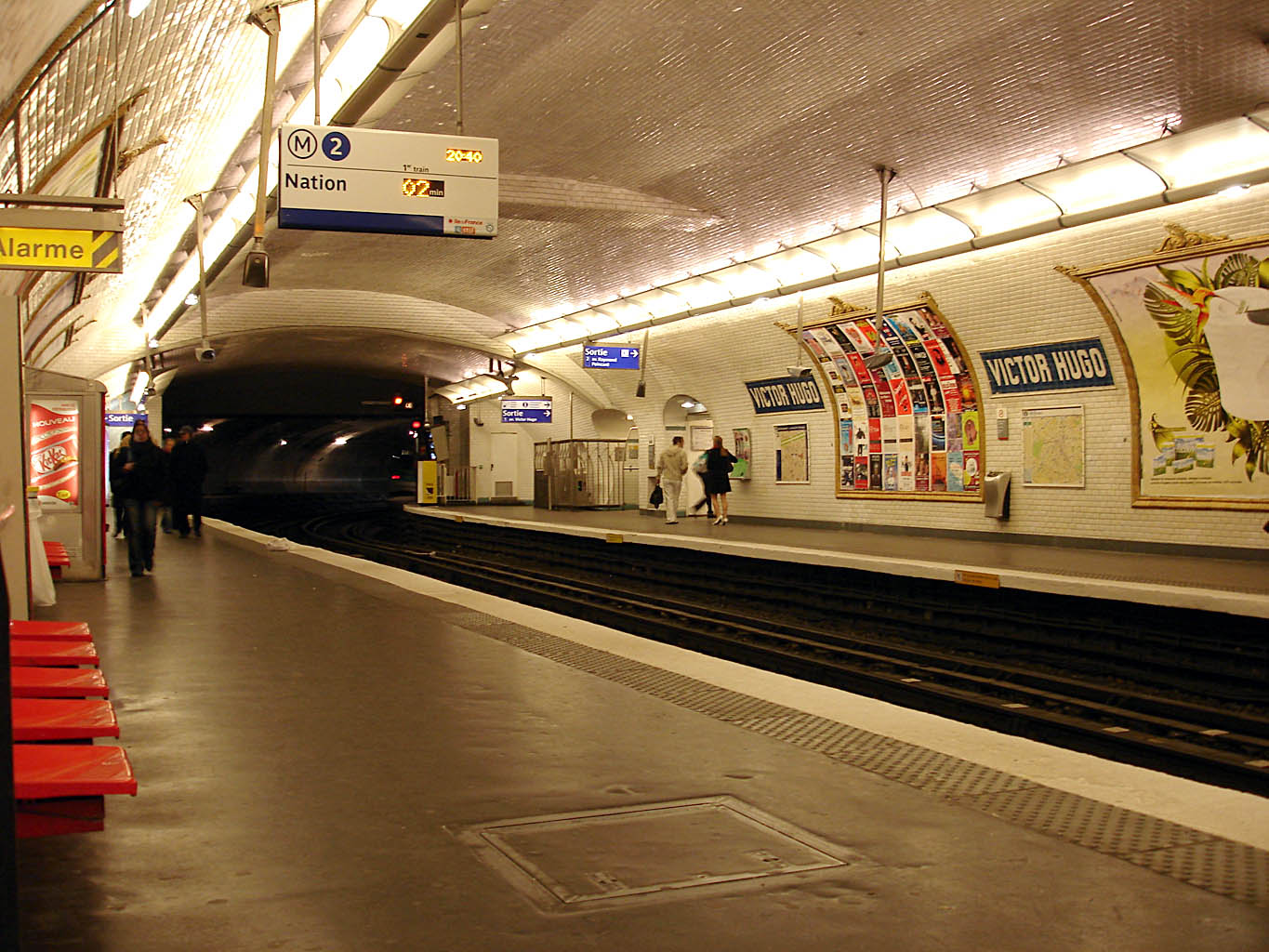
Blick von der neuen in Richtung der alten Station

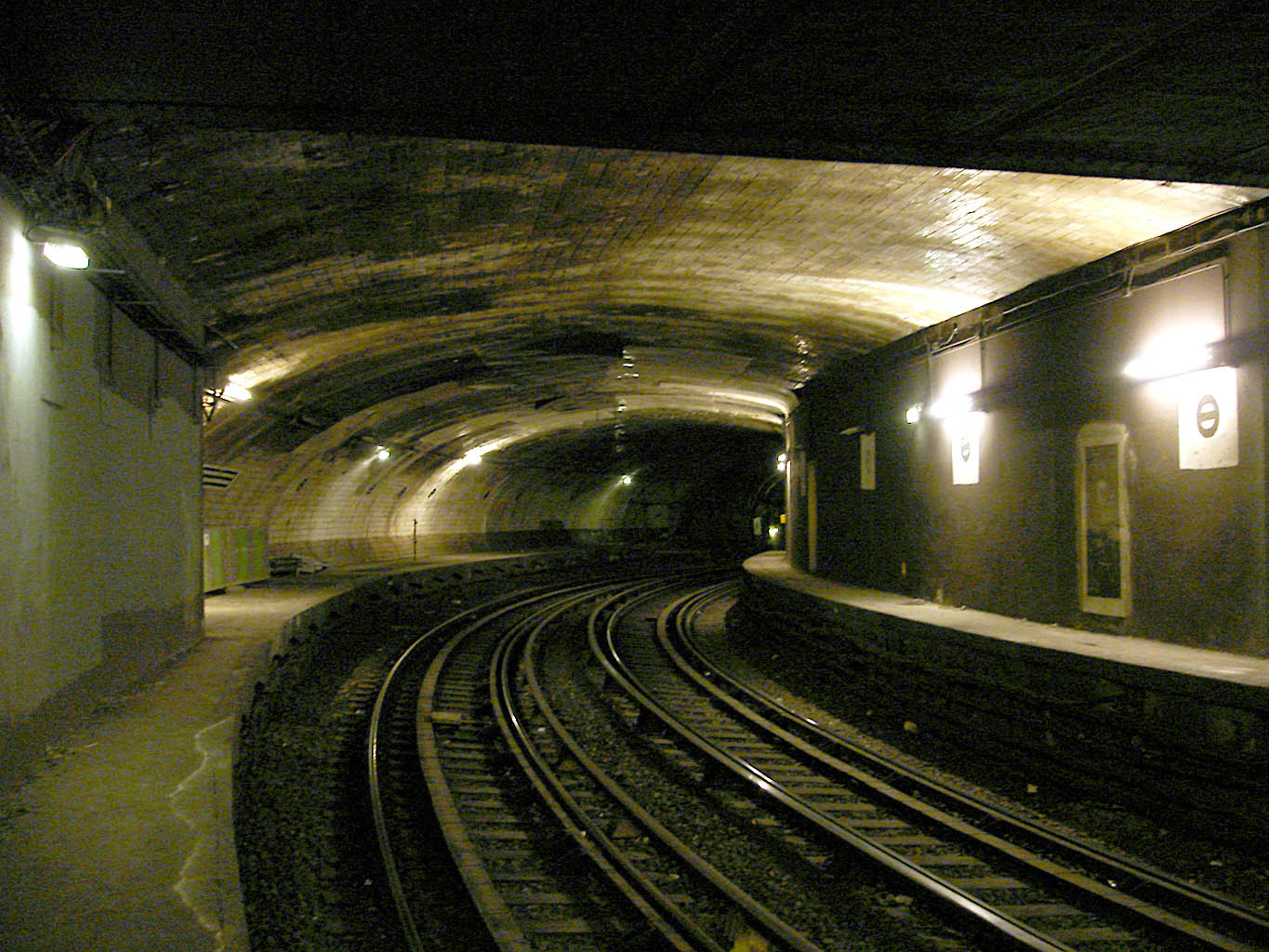
Stillgelegte alte Station

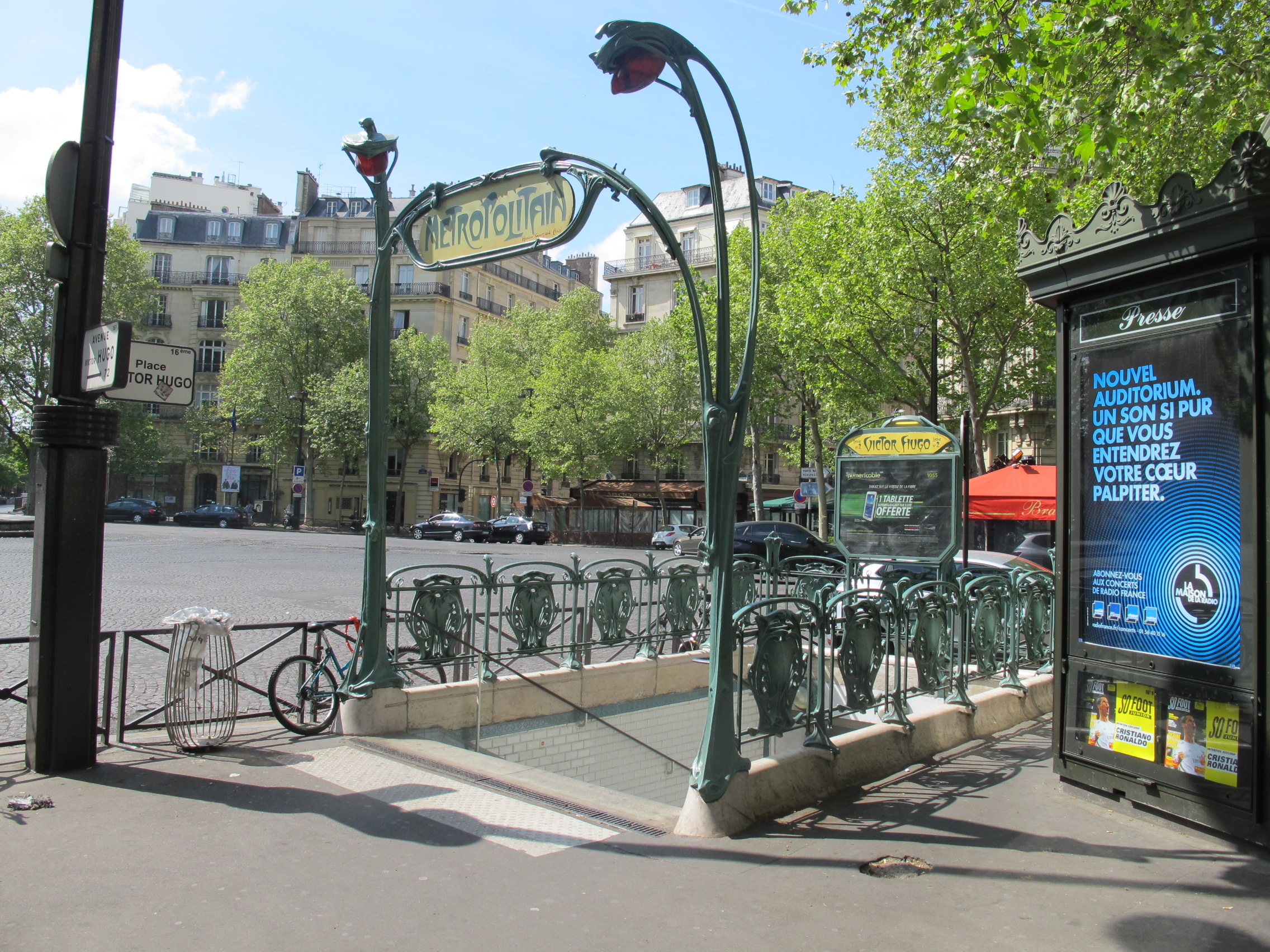
Von Hector Guimard gestalteter Zugang

Victor Hugo [viktɔʁ yɡo] ist eine unterirdische Station der Linie 2 der Pariser Métro.

## Lage
Der U-Bahnhof befindet sich an der Grenze des Quartier de Chaillot zum Quartier de la Porte-Dauphine im 16. Arrondissement von Paris. Er liegt unter der Avenue Victor-Hugo östlich des Platzes Place Victor-Hugo.

## Name
Namengebend sind die Place Victor-Hugo und die Avenue Victor-Hugo. Der Schriftsteller Victor Hugo (1802–1885) gehört zu den bedeutendsten französischen Literaten, zu seinen bekanntesten Werken gehören Notre Dame de Paris (Der Glöckner von Notre-Dame) und Les Misérables (Die Elenden). Nach seinem Tod erhielt er ein Ehrengrab in der nationalen Ruhmeshalle Panthéon.

## Geschichte
Eine erste Station wurde am 13. Dezember 1900 in Betrieb genommen, als der erste Abschnitt der Linie 2 von Porte Dauphine nach Étoile (heute: Charles de Gaulle – Étoile) eröffnet wurde.
Sie lag in einer Kurve, die von der Avenue Victor-Hugo unter die Avenue Bugeaud führt, direkt unterhalb der Place Victor-Hugo. Als die ursprünglichen zweiachsigen Fahrzeuge durch längere, vierachsige Wagen ersetzt wurden, führte das zu großen Lücken zwischen Bahnsteigkanten und Wagentüren. Aus diesem Grund wurde 1930 unmittelbar nordöstlich anschließend eine neue, geradlinig ausgeführte Station gebaut.

## Beschreibung
Da die alte und die neue Station unmittelbar ineinander übergehen, entsteht der Eindruck eines U-Bahnhofs mit der ungewöhnlichen Länge von 142 m. Davon wird aber nur der gerade Abschnitt auf ca. 75 m Länge für Fünf-Wagen-Züge genutzt.
Beide Stationen liegen unter elliptischen, weiß gefliesten Gewölben. Die Seitenwände der alten Station folgen der Krümmung der Ellipse, die der neuen verlaufen im unteren Bereich vertikal. Der einzige Zugang liegt an der Mündung des östlichen Abschnitts der Avenue Victor-Hugo in die Place Victor-Hugo, er wurde von Hector Guimard im Stil des Art nouveau gestaltet.

## Fahrzeuge
Bis Oktober 1902 verkehrten auf der Strecke zweiachsige Triebwagen mit Holzaufbauten. Anders als die der Linie 1 wiesen sie zwei Führstände auf, da sie an der provisorischen Kuppelendstelle Étoile an das andere Zugende umgesetzt werden mussten. Zunächst wurden zwei Beiwagen mitgeführt. Nach der Verlängerung der Strecke bis Anvers am 7. Oktober 1902 wurden Züge aus sechs Beiwagen und einem Triebwagen an jedem Zugende gebildet.
Von 1914 bis 1981 wurde die Linie 2 von fünfteiligen, grün lackierten Zügen der Bauart Sprague-Thomson befahren. Da sie mittelfristig nicht auf gummibereifte Fahrzeuge umgestellt werden sollte, kam ab 1979 die Baureihe MF 67 auf die Strecke, die ihre Vorgänger innerhalb von zwei Jahren vollständig ablöste. Seit 2008 kommen Serienfahrzeuge der Baureihe MF 01, seit 2011 ausschließlich, zum Einsatz.